# 아흐메트 바이투르시노프

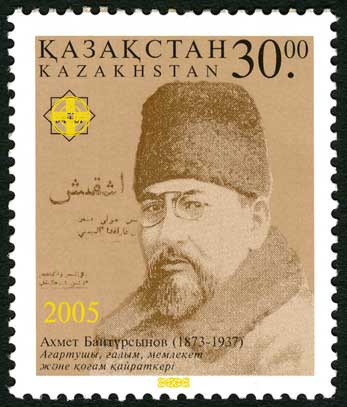

아흐메트 바이투르시노프(Ахмет Байтурсынов, 1873년 9월 5일 ~ 1937년 12월 8일)는 정치학, 시, 언어학, 교육 부문에서 종사했던 카자흐스탄의 지식인이다.
바이투르시노프는 카자흐어 알파벳을 개혁했다. 1912년, 카자흐어에 사용되지 않는 순수 아랍 문자를 모두 걷어내고 카자흐어에 특화된 문자들을 추가하였다. 새 맞춤법(Жаңа Емле)이란 이름의 새 알파벳은 현재도 중국, 아프가니스탄, 이란에 거주하는 카자흐족들에 의해 사용되고 있다. 바이투르시노프는 카자흐어의 기초, 카자흐어 문법의 정의를 위한 학술 용어를 개발하기도 했다. 1937년, 그는 대숙청 기간 중 총살형을 통해 사형 집행을 받았다.

## 참고 자료
- “Baitursynov, Akhmet Biography”. 《BookRags.com》. 2007년 3월 10일에 원본 문서에서 보존된 문서.
- The Geography of Civilizations: A Spatial Analysis of the Kazakh Intelligentsia's activities, From the Mid-Nineteenth to the Early Twentieth Century